# François Ullens
François-Gaspard Ullens (Antwerpen, 7 april 1788 – 24 juli 1853) was een Belgisch politicus.

## Levensloop
François Gaspard Ullens was de zoon van Gaspar Ullens en Marie Nieles. Hij bleef vrijgezel.
Hij was van oktober 1831 tot juni 1841 volksvertegenwoordiger voor het arrondissement Antwerpen. Hij nam de opvolging van Leopold De Wael en werd zelf opgevolgd door Jean Osy.